# Benonchamps
Benonchamps (en luxembourgeois Bëndelt/Bëndels) est un village de l'Ardenne belge dans la province de Luxembourg, en Belgique. Village faisant frontière avec le Grand-Duché de Luxembourg il fait administrativement partie de la ville  et commune de Bastogne situé en Région wallonne (Belgique). Avant la fusion des communes, il faisait partie de la commune de Wardin.

## Géographie
Le village est traversé d’ouest en est par la rivière Wiltz, un affluent de la Sûre. Il est délimité à l’est par la frontière luxembourgeoise.

## Histoire
Un moulin à eau sur la Wiltz est signalé au XIVe siècle. Bien que des documents témoignent de l’ancienneté du village — au moins cinq siècles — sa population n’a pratiquement jamais dépassé les 200 habitants. Ce n’est que récemment, grâce au travail transfrontalier, qu’elle a augmenté pour atteindre quelque 250 habitants.
Dépendant très longtemps de la paroisse de Harzy, les villageois construisent leur (modeste) chapelle en 1731 : elle n’a pas de clocher. Un siècle plus tard, Benonchamps est érigé en paroisse par l’évêque de Namur, Mgr Dehesselle, en 1843. Une église est construite qui est détruite durant la Seconde Guerre mondiale. L’église actuelle, dédiée à saint Isidore, est de construction récente (1953).

## Patrimoine
- Déjà mentionné en 1311, le moulin André, équipé de trois roues hydrauliques (moulin, huilerie et scierie) resta en activité jusqu’en 1973. Il eut un regain d’activité durant la Seconde Guerre mondiale lorsque le manque d’électricité poussa les fermiers à revenir au moulin André pour y moudre leur grain en farine.
- La ferme Lamborelle date de 1809, mais il semble qu’un bâtiment plus ancien existait auparavant au même endroit. Ferme de construction typiquement ardennaise, elle est reprise sur la  liste du patrimoine immobilier classé de Bastogne depuis 1984.

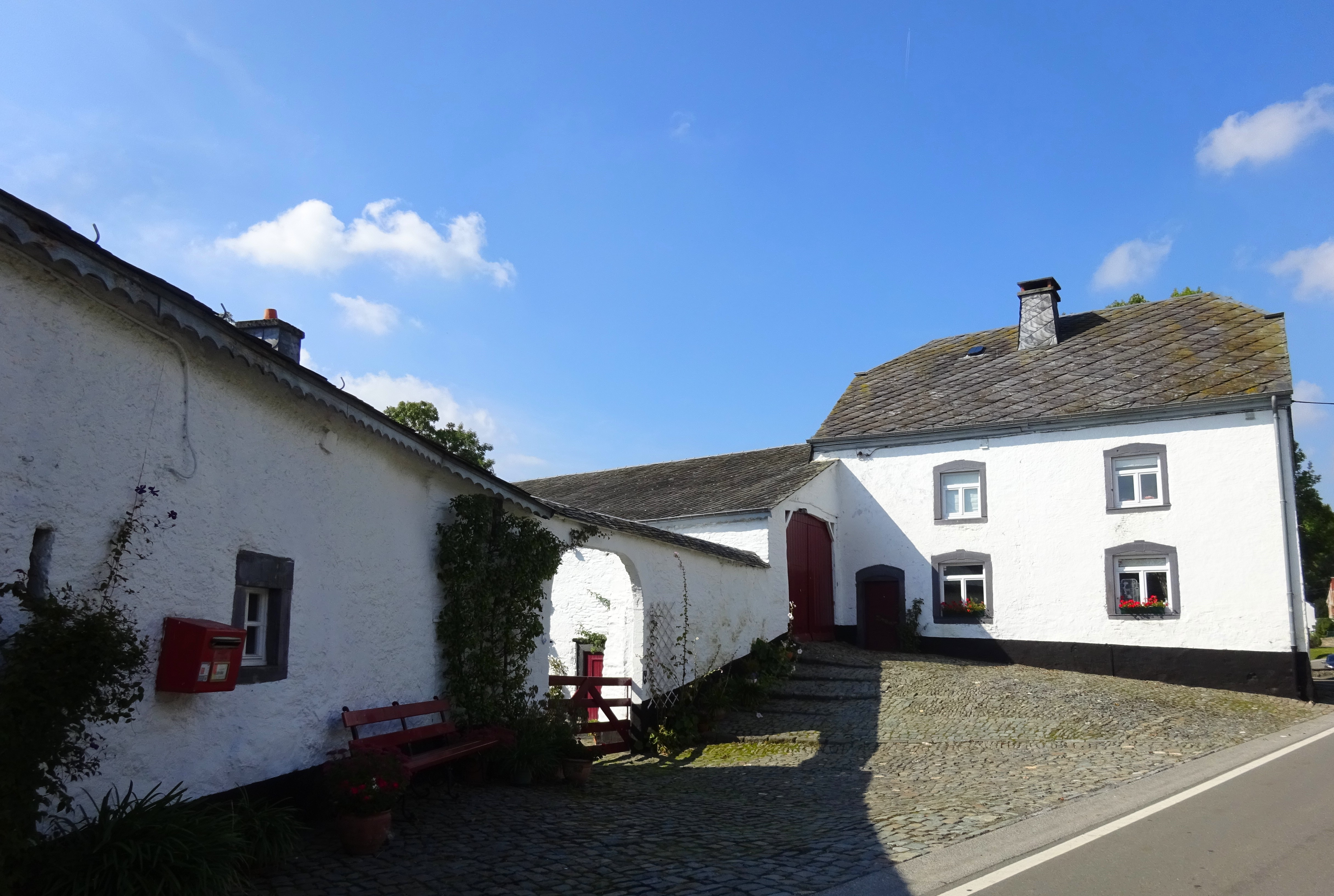
La ferme Lamborelle, à Benonchamps

- L’ardoisière, construite en 1888, cessa ses activités en 1925. Les carrières se trouvaient au Grand-Duché alors que les ouvriers résidaient à Benonchamps.
- La gare de Benonchamps, construite en 1886 sur la ligne 164 reliant Bastogne à Wiltz au Grand-Duché de Luxembourg, était relativement importante. Dernière gare belge sur la ligne avant la traversée de la frontière luxembourgeoise, elle avait son bureau de douane avec logement pour le receveur. Endommagée durant la bataille des Ardennes, la gare fut démolie en 1953.
- Une piste RAVeL fut créée sur le tracé de la ligne 164.